# Nionde symfonins förbannelse
Nionde symfonins förbannelse är en myt som säger att alla kompositörer efter Beethoven kommer avlida strax efter att skrivit sin nionde symfoni. Förutom Beethoven själv är även Franz Schubert, Antonín Dvořák, Anton Bruckner och Gustav Mahler exempel på kompositörer som avlidit efter sin nionde symfoni. 
Enligt Arnold Schönberg började legenden med Gustav Mahler. Efter att Mahler hade skrivit sin åttonde symfoni skrev han Das Lied von der Erde: Eine Symphonie für Tenor-Stimme, Contralt -Stimme und große Orchester (nach Hans Bethges "Die chinesische Flöte"). Efter det skrev han sin nionde symfoni och trodde sig att sluppit undan förbannelsen, men dog innan han färdigställt sin tionde symfoni. 
Det finns dock ett flertal kompositörer efter Beethoven som överlevt sin nionde symfoni. Bland dessa kan nämnas Heitor Villa-Lobos (12 symfonier), Roy Harris (13 symfonier; han var dock mer vidskeplig över talet 13 än talet 9. Han gav sin trettonde symfoni namnet "den fjortonde") Dmitrij Sjostakovitj (15 symfonier) och Leif Segerstam (309 symfonier). Sjostakovitj anses vara den första "stora" kompositör sedan Haydn och Mozart som komponerat fler än nio symfonier. Kompositörer verksamma innan Beethoven brukar inte anses releventa motbevis.